# Tragia peltata
Tragia peltata är en törelväxtart som beskrevs av Vell.. Tragia peltata ingår i släktet Tragia och familjen törelväxter. Inga underarter finns listade i Catalogue of Life.